# Johann Georg Albrechtsberger

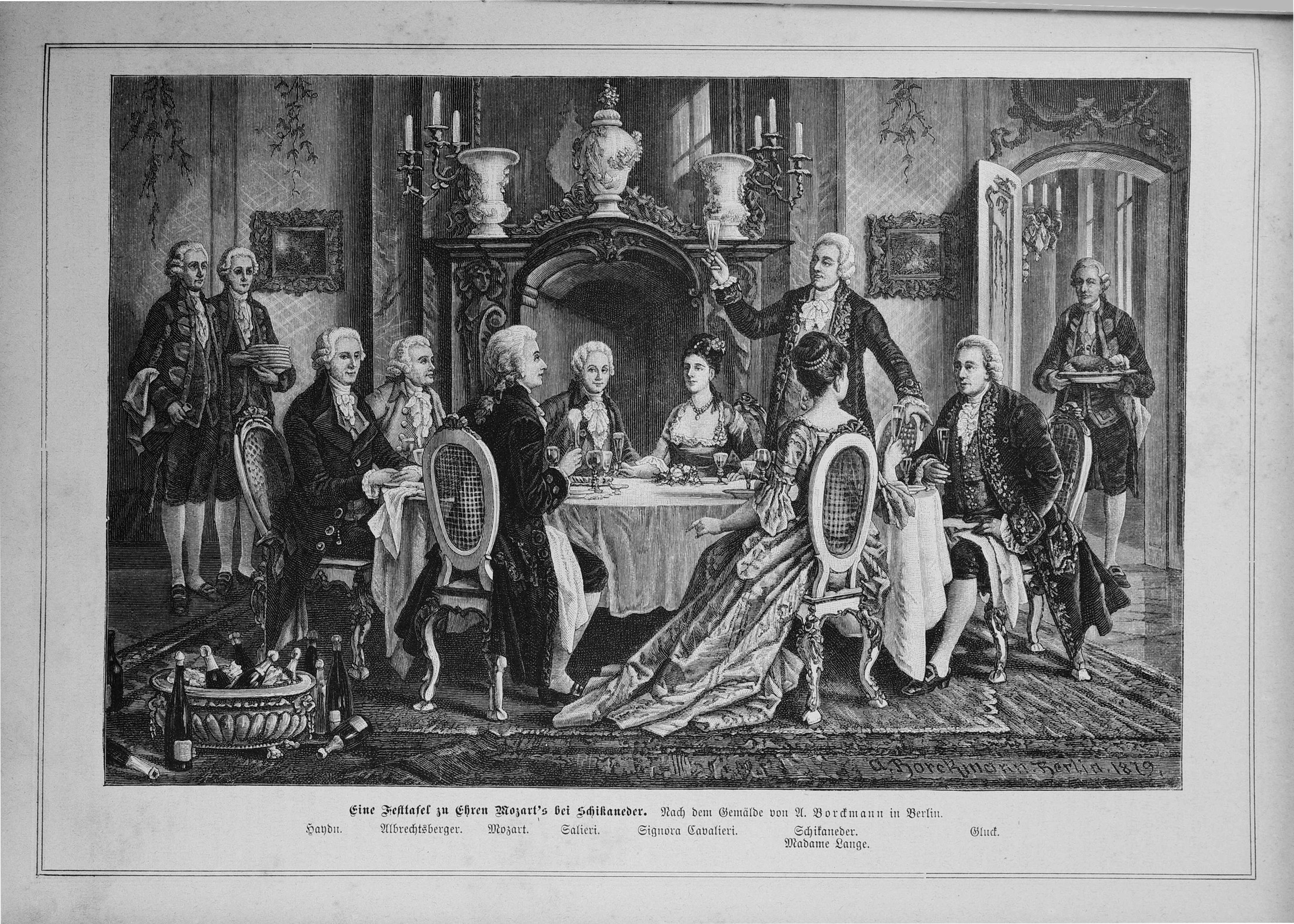
Az 1880-ban, Lipcsében megjelent Die Gartenlaube című újság 289. oldala. Az asztalnál ülők balról: Haydn, Albrechtsberger, Mozart (háttal), Salieri, Signora Cavalieri, Schikaneder (áll), Madame Lange (háttal), Gluck

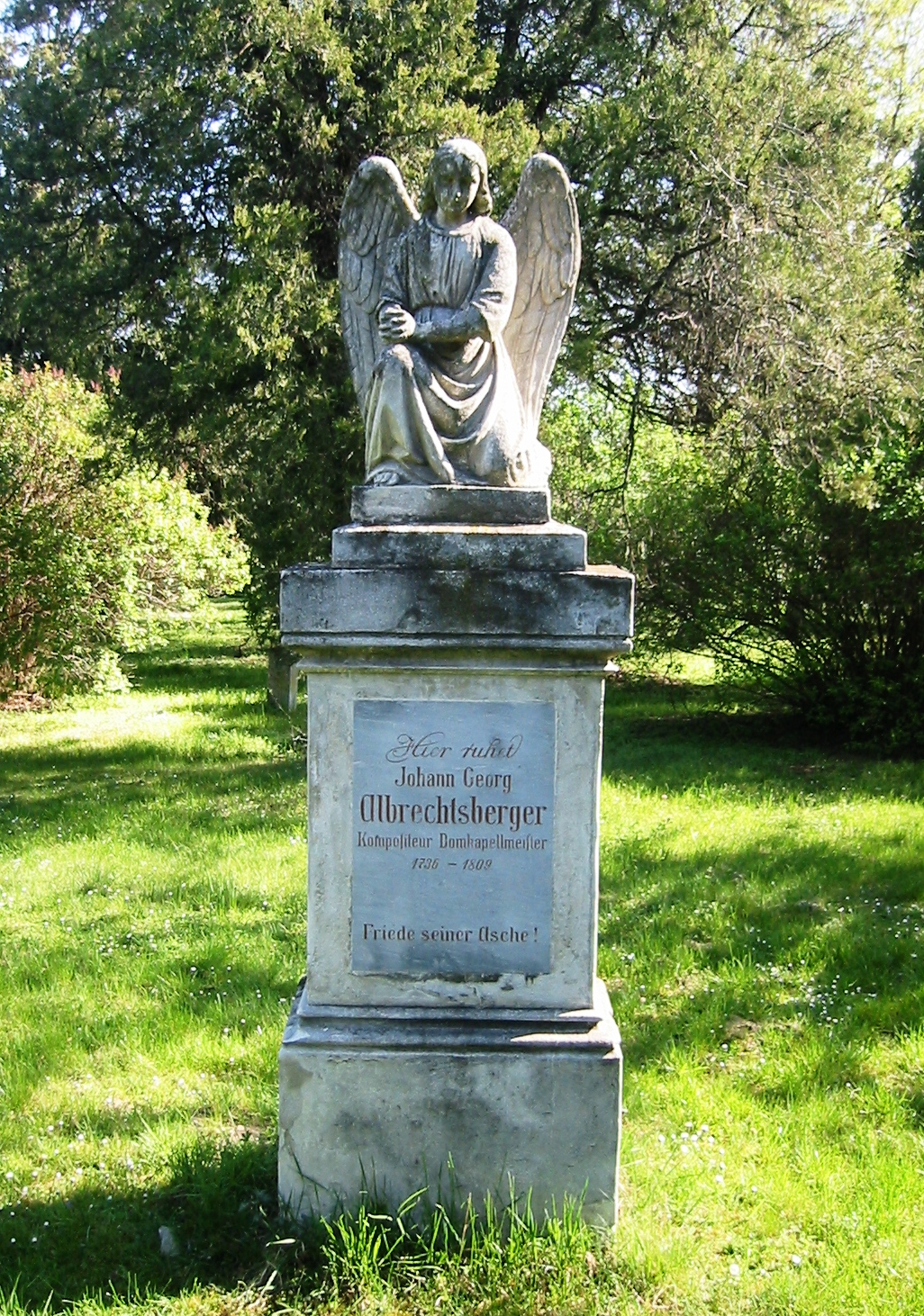
Albrechtsberger sírja a bécsi Szent Márk-temetőben

Johann Georg Albrechtsberger (Klosterneuburg, 1736. február 3. – Bécs, 1809. március 7.) osztrák zeneszerző, orgonista, zenetudós, zenetanár.

## Élete

### Ifjúkora
Albrechtsberger 1736-ban született Alsó-Ausztriában, a Bécs mellett fekvő Klosterneuburgban. Zenével hétévesen kezdett foglalkozni a helyi Szent Márton-plébániatemplom kórusában, ahol a plébános felismerve tehetségét orgonálni tanította. Tanulmányait a melki bencés apátságban folytatta, ahol a hangszeres ismeretek mellett zeneelméletet és filozófiát is tanult. Itt ismerkedett meg Johann Joseph Fux zeneelméleti munkáival.

### Pályája
Tanulmányai befejeztével a katedrális orgonistája lett. 1755-ben Győrben kapott kórusvezetői állást az orsolyita templomban, majd 1757-től Maria Taferlben lett orgonista és karvezető. Innen került Bécsbe, ahol eleinte a karmelita templom kórusvezetői posztját töltötte be. Ez idő alatt Mann udvari orgonistától vett orgonaleckéket, barátaival Michael Haydnnel és Franz Joseph Aumann-nal. 1772-ben nevezte ki II. József császár udvari orgonistának, Mann utódjaként. Ezt a pozíciót húsz évig töltötte be. 1792-től haláláig a Stephansdom karnagya lett. Itt alakult ki legígéretesebb tanítványainak köre, amelybe Beethoven, Johann Nepomuk Hummel, Franz Xaver Wolfgang Mozart, Joseph Weigl, Ignaz Moscheles, Ludwig-Wilhelm Tepper de Ferguson, Antonio Casimir Cartellieri és Joseph Eybler is tartozott. A stockholmi Svéd Zenei Akadémia 1798-ban tiszteletbeli tagjai közé választotta.
Felesége, egy eggenburgi szobrász leánya, Rosalia Weiss volt. Tizenöt gyermekük közül csak hat élte túl édesapját. 1809-ben hunyt el Bécsben. A Szent Márk-temetőben (Sankt Marxer Friedhof) helyezték örök nyugalomra. Mind zenei, mind elméleti munkáit, egykori tanítványa, Ignaz von Seyfried, rendszerezte és adta ki 1826-ban.

## Művei
Albrechtsberger 279 egyházi művet, 278 csak billentyűs hangszerekre és 193 egyéb hangszerre, illetve zenekarra írt világi művet komponált, közülük kiemelkedik C-dúr hárfaversenye és a császári udvar számára írt kamarazenéi, amelyek előadásában maga II. József császár is közreműködött csellón. Kevés kottája jelent meg nyomtatásban, ennek ellenére az Országos Széchényi Könyvtár több mint 300 művét őrzi, az Esterházy-gyűjtemény részeként. A többi munkájának kéziratát a Bécsi Zenebarátok Társasága (Wiener Gesellschaft der Musikfreunde) őrzi.

### Jelentősebb művei

#### Orgona- és zongoradarabok
- 8 kis prelúdium orgonára
- 5 prelűd orgonára
- Fúga zongorára, Op.17
- g-moll prelúdium és fúga orgonára és 4 kézre

#### Zenekari és kamarazeni művek
- Négy Concertino hárfára és zenekarra, 1772
- C-dúr hárfaverseny, 1773
- B-dúr zongoraverseny, 1762
- Három koncertdarab dorombra, mandolinra és vonósokra, 1765 körül
- Vonóstrió, Op.9
- G-moll vonósnégyes, Op.7
- Vonósnégyes, Op.16
- 1. C-dúr kettős hegedűre és csellóra
- C-dúr partita fuvolára, hárfára és nagybőgőre
- D-dúr partita fuvolára, brácsára és nagybőgőre
- F-dúr partita fuvolára, hárfára és vonósokra
- D- dúr divertimento két hegedűre és nagybőgőre

#### Misék
- Esz-dúr mise
- D-dúr mise, 1783
- Ave regina coelorum (Dicsőség a mennyek királynőjének)
- Magnificat anima mea Dominum (Lelkem az Urat magasztalja)
- Tenebrae factae sunt (Nincsen sötétség)

### Zeneelméleti munkássága
- Gründliche Anweisung zur Composition mit deutlichen und ausführlichen Exempeln, zum Selbstunterrichte, erläutert; und mit einem Anhange: Von der Beschaffenheit und Anwendung aller jetzt üblichen musikalischen Instrumente (Alapos útmutató a zeneszerzéshez, egyértelmű és részletes példákkal, saját tapasztalatokkal, magyarázatokkal és függelékkel: az összes elérhető hangszer természetéről és alkalmazásáról), Breitkopf, Lipcse, 1790